# Molino Grollmus
El molino Grollmus fue un complejo industrial chileno, ubicado en la comuna de Contulmo en la Región del Biobío. Declarado como «Legado Patrimonial Arquitectónico» por el Consejo de Monumentos Nacionales como ejemplo de arquitectura industrial de la colonización alemana en el sur de Chile, estuvo en operaciones entre 1915 y 2022, cuando fue destruido por un ataque incendiario reivindicado por el grupo paramilitar Resistencia Mapuche Lavkenche en el marco de los atentados en la macrozona sur.

## Descripción
El sitio en el que se emplaza el molino corresponde a uno de los predios de 40 hectáreas otorgados por el gobierno chileno a los colonos alemanes. El terreno se ubica entre las estribaciones de la cordillera de Nahuelbuta y el valle del río El Peral. Un camino divide el terreno en dos porciones de tierra, una ubicada hacia el oriente, que posee algunas viviendas que fueron utilizadas por la familia antes de la construcción de la casa. Hacia el poniente del camino se ubica el molino y la casa Grollmus, junto con otros edificios que completan el conjunto: una casa de servicio, otra de inquilinos, un galpón aserradero y bodegas.

### Molino
El molino Grollmus era un molino artesanal de tamaño, que contemplaba espacios de producción (molienda), bodegas de almacenamiento y carpintería o sala de producción, además de un espacio subterráneo destinado al mecanismo mecánico. En 1920 se cambió la rueda hidráulica que accionaba el movimiento del molino por una turbina hidráulica de tipo Francis, de origen alemán, que permitió adquirir mayor revoluciones por minutos y velocidad de producción. Posteriormente se le incorporó al sistema un segundo molino de piedra, que permitió llegar a una producción actual de 150 kilos de trigo molido por hora.
Para su funcionamiento, el molino utiliza las aguas de un canal que nace de una variación del curso del río El Peral, que va desde la cima de los cerros hasta un estanque artificial construido a unos 100 metros cerro arriba del molino. Desde el estanque, el agua desciende por medio de una tubería de acero que al llegar al molino desciende unos 4,5 metros al subterráneo del molino, donde se encuentra la turbina. En temporada de sequía, la fuente de energía era reemplazada por un motor de tractor conectado al eje principal.
En el recinto también funcionaba un museo que recogía la historia de la familia alemana, llamado «Ecomuseo Molino Grollmus».

### Casa
Construida por su dueño al sur del molino, la casa Grollmus cuenta con el trazado original de planta cuadrada, de dos pisos y un sobrado, con una linterna de iluminación cenital y ventanas salientes desde sus cuatro aguas. En su fachada norte, se agregó una galería vidriada para mejor aprovechamiento de la luz, y cuyo extremo oriente terminó siendo el acceso principal a la casa. El antiguo acceso tenía forma semicircular y escalinatas, que genera un amplio balcón en la parte superior y que fue utilizado como un jardín interior. La casa es de madera con revestimientos de fierro galvanizado en sus fachadas norte y poniente.

## Historia
Emplazado en el kilómetro 3 de la Ruta P-700, que une Contulmo con el lago Lanalhue, el molino comenzó sus operaciones en 1915 y al año siguiente comenzó la construcción de la casa principal, concluida en 1924. El propietario del complejo fue Paul Grollmus, uno de los últimos colonos que llegó desde Alemania a la zona de Contulmo a fines del siglo XIX. La familia Grollmus llegó desde Suiza y Alemania y empezaron de a poco a construir sus viviendas y trabajar la tierra.
Durante la administración del primer alcalde de Contulmo, Paul Kortwitch, se decidió utilizar la turbina del molino para la generación de electricidad, a través de un generador adquirido por la administración del molino. Este  fue la fuente que dotó de luz eléctrica al pueblo de Contulmo por muchos años, hasta la llegada del alumbrado público, convirtiéndolo en una de las primeras localidades de la Región del Biobío en contar con generación eléctrica.
En sus últimos años, la producción del molino era menor, abasteciendo algunas panaderías y ventas independientes en la zona de Contulmo. Ofrecía también el servicio de molienda de manzana para la extracción del jugo que posteriormente fermenta en chicha, y también contaba con un aserradero.

### Ataque incendiario
Cerca de las 18:00 horas del lunes 29 de agosto de 2022, un grupo de encapuchados armados ingresaron disparando al predio, para luego prender fuego al molino, que se consumió en su totalidad, el museo y un vehículo. De igual forma, atacaron y dejaron con heridas a tres personas, dos de los cuales debieron ser trasladados a centros asistenciales de la región.
El delegado presidencial de la provincia de Arauco, Humberto Toro, informó que además se habían intentado cortar los caminos con árboles para impedir el acceso al lugar. Ahondó que el día del ataque habrían llegado entre quince a veinte personas, quienes dispararon primero hacia la casa, que se encontraba con tres moradores adentro: Carlos Grollmus (79), quien resultó con fractura expuesta en su pierna izquierda, la que posteriormente debió amputársele; Cristian Cid Ferreira (48), quien resultó con trauma ocular y Helmuth Grollmus (85), el patriarca, con lesiones leves. Una cuarta persona se encontraba en los alrededores de la casa junto a su hija, «estaba aprendiendo a manejar en ese sector y se encontró con estos enmascarados que le quitaron el vehículo y luego de eso lo usaron como escudo mientras disparaban hacia la casa». Posteriormente, procedieron a incendiar tanto el museo como el molino, y luego de eso Carabineros pudo ingresar al predio, tras lo cual los atacante huyeron en moto, y se lograron escabullir en medio del bosque.
Al día siguiente, el grupo Resistencia Mapuche Lafquenche (RML) publicó un comunicado indicando: «reivindicamos la acción de sabotaje en contra del molino Grollmus de la comuna de Contulmo, acción de respaldo a los presos políticos mapuche que permanecen en huelga de hambre en Arauco y Concepción exigiendo sus derechos carcelarios», refiriéndose a las víctimas del ataque como «colonos alemanes que se instalaron con el aval del Estado de Chile a sangre y fuego en nuestras tierras antiguas, asesinando y despojando a nuestros kiuvikecheyem de sus espacios territoriales de la orilla del lago Lanalhue».
El Juzgado de Garantía de Cañete declaró admisible la acción legal presentada por el gobernador del Biobío, Rodrigo Díaz Wörner, y familiares de Carlos Grollmus, invocando delitos de carácter terrorista por el ataque incendiario al molino Grollmus. En enero de 2024, se detuvo a cuatro personas de RML que según la Fiscalía estarían vinculadas con el ataque.En diciembre de 2024, se detuvo a otras seis personas vinculadas con RML, quienes según la fiscal «participaron directamente en el atentado conocido como el atentado del Molino Grollmus».